# Пхангнга
Пхангнга (тайск. พังงา) — город в Южном Таиланде, административный центр одноимённой провинции.
В 2005 году в городе проживало 9559 жителей.

## География
Площадь Пхангнга 6,75 км², полностью занимает территорию тамбона Тхайчанг столичного ампхое Мыанг-Пхангнга. 

## Административное деление
Муниципалитет города был создан 11 февраля 1937 года.. Город делится на 9 чумчонов.
1. Талатъяй (ตลาดใหญ่)
2. Бориракбамрунг (บริรักษ์บำรุง)
3. Самаккхи (สามัคคี)
4. Тхунгчеди (ทุ่งเจดีย์)
5. Руамчайпхаттхана (ร่วมใจพัฒนา)
6. Накроккхокъя (นากรอกคอกหญ้า)
7. Тханонмай (ถนนใหม่)
8. Кхаочанг (เขาช้าง)
9. Вангмокэнг (วังหม้อแกง)